# Liberalismo ecuatoriano

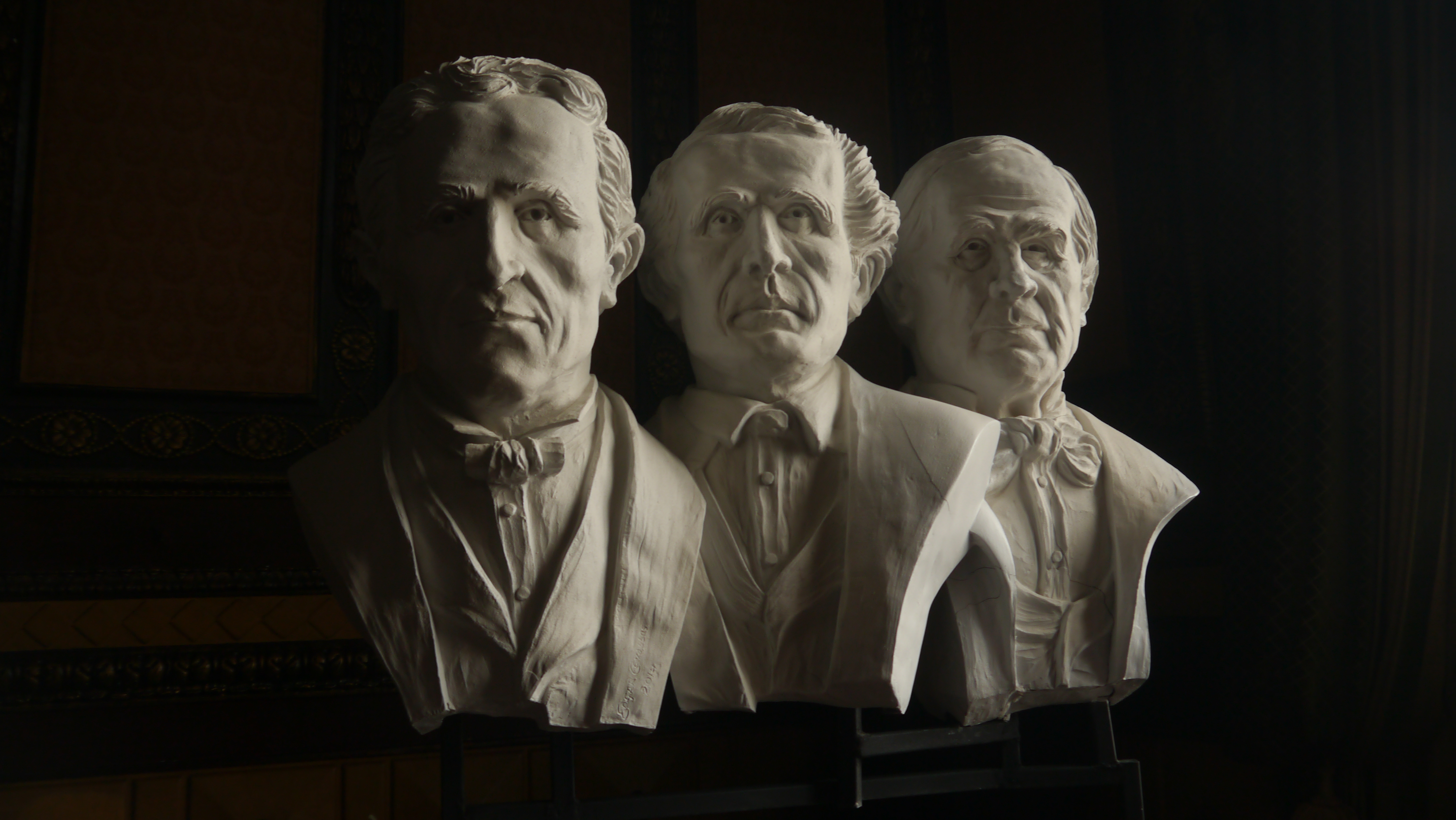
Busto de José Joaquín de Olmedo, Vicente Rocafuerte y Pedro Carbo.

El liberalismo ecuatoriano es una forma de referirse a hechos históricos dentro de la política en Ecuador que están relacionados con las principales corrientes del liberalismo en el mundo. Tuvo como antecedente la ilustración en el siglo XVIII, después cobró protagonismo durante el siguiente siglo con la participación de la entonces Real Audiencia de Quito en las Cortes de Cádiz y después con las independencias de los territorios americanos de la monarquía española. A partir de ahí se ha venido desarrollando en tres ejes: liberalismo político, económico y social.

## Antecedentes, la ilustración
Durante el siglo XVIII la Real Audiencia de Quito empieza a vivir cambios importantes que preconfiguraron el nacimiento de los movimientos independentistas que se inspiraban de ideas liberales. Los principales cambios se iniciaron con las reformas borbónicas, con las que a través de la influencia francesa nuevas ideas de la ilustración empezaron a llegar a partir del flujo de libros que existía en esa época. El racionalismo cartesiano francés que durante el siglo pasado era considerado principalmente para ser criticado fue empezado a tomarse en cuenta a partir de los escritos de Juan Magnin y su tratado teológico que incorpora las ideas cartesianas. Además de esto, el interés por el estudio empírico empezó a cobrar fuerza, renovando la escolástica desarrollada en esa época. Como máximo representante de esto nació la obra de Juan Bautista Aguirre que haciendo usos de microscopios estudiaba corpúsculos (microorganismos) y lo desarrollaba en su tratado de física que corregía y complementaba las observaciones de aristotélicas tomistas. Además de esto la misión geodésica francesa influyó mucho en aumentar el flujo de ideas de los enciclopedistas e ilustrados franceses en la época de ese tiempo. 

### El reglamento de libre comercio de 1778
En este sentido es importante las conexiones que logró Miguel de Jijón en sus viajes a Europa con Pablo de Olavide y Dennis Diderot. Fue corregidor, se preocupó por el desarrollo económico buscando impulsar la producción de seda, así como el bienestar de los trabajadores para lo cual dedicó un escrito: "Informe para las reglas de la elaboración de un Monte de Piedad para socorrer a los labradores". También fue un promotor del libre comercio y formó parte de la Sociedad Económica de Amigos del País de Madrid. Posteriormente fundaría en la Real Audiencia de Quito la Sociedad Patriótica a partir de la Escuela de la Concordia. Aquí colaborarían más personas ilustradas importantes como José Pérez Calama, José de Cuero y Caicedo, Juan Pío Montúfar, Luis Héctor de Carondelet (el Barón de Carondelet), y personas de Santafé de Bogotá como su amigo personal, Antonio Nariño.
Las memorias de Jijón y León, así como su participación en la sociedad de Amigos del País fueron determinantes y a juicio del historiador Jorge Núñez Sánchez influenciaron en la expedición del reglamento de libre comercio de 1778 por el rey con el fin de facilitar el comercio entre las Indias y la península. Como consecuencia de esto, aumentaron las importaciones de la península, llegando en el periodo más favorable entre 1779 y 1782, a un aumentó de 50% y entre 1782 y 1787, la progresión alcanzó una media anual del 389%.

### El derecho natural y la libertad de prensa

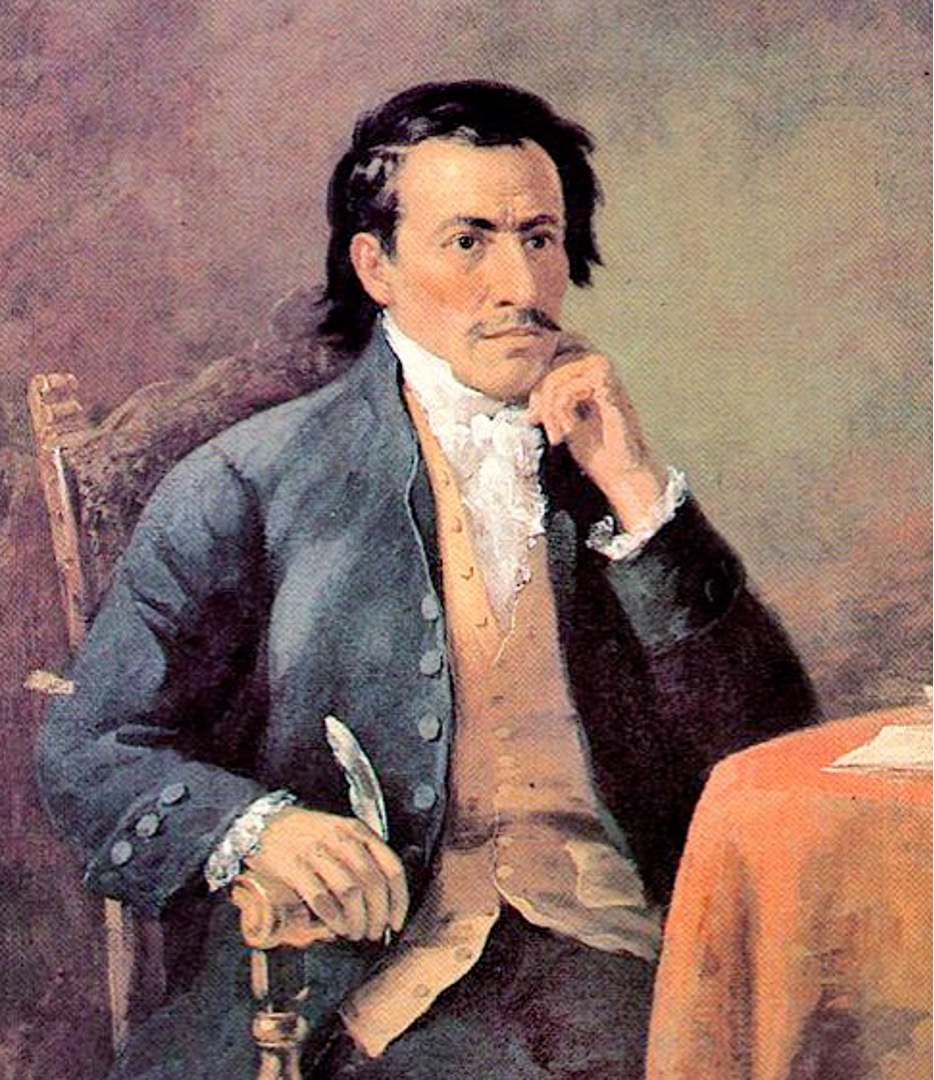
Eugenio Espejo, iniciador de las ideas liberales en el derecho natural

Aparte del nuevo interés por la ciencia, la tecnología también tuvo un importante papel dentro de la apertura hacia nuevas ideas. Durante el siglo XVIII, con la construcción del sistema de correos, así como con la importación de la primera imprenta y el primer microscopio se fortaleció el desarrollo de nuevas investigaciones que renovaban los intereses tradicionales escolásticos que reinaban en el Antiguo Régimen. Haciendo uso precisamente de los conocimientos biológicos desarrollados y el mayor flujo de ideas a partir de la imprenta, Eugenio Espejo empezó la difusión de este conocimiento con un enfoque humanista que se centraba en los autores clásicos, el desarrollo científico y la renovación política. También empezarían con las publicaciones de Primicias de la Cultura de Quito, un periódico que hacía uso de la recién importada imprenta y que bajo la Sociedad Patriótica de Amigos del País, fundada por Jijón y León, contó con Eugenio Espejo como su secretario y principal editor. Allí Espejo desarrollaría su obra periodística y escribiría sobre literatura y economía. Además en el Nuevo Luciano de Quito continuaría con sus escritos pedagógicos enfocándose en la renovación de la educación y haciendo citas de varios autores importantes con el fin de cuestionar al sistema educativo que concentraba el conocimiento en las órdenes religiosas, especialmente la orden jesuita. Sus escritos muestran sus influencias y amplias lecturas, haciendo citas de John Locke y, especialmente en cuanto al derecho natural volviendo siempre a los escritos de Samuel Pufendorf y Hugo Grocio. Sobre esto decía Espejo, en la Conversación Quinta de El Nuevo Luciano de Quito, con su ascostumbrado estilo que usaba para mostrar su erudición:
"...los más célebres Jurisconsultos del siglo pasado y del presente, han puesto el Derecho natural, que es Ia fuente del romano, y de la que se llama política, en su mayor claridad, exponiéndolo científicamente, como el Grocio, el Seldeno, Cumberland, Coringio, Heinecio...". 
No solo Eugenio Espejo, sino también su hermana Manuela Espejo tendría un papel protagónico como precursora de la independencia al difundir ideas a través de la imprenta e impulsar la libertad de asociación a través de la fundación de sociedades de amigos del país. Manuela ayudaría en la defensa jurídica de su hermano cuando fue encarcelado, formaba parte importante del grupo de precursores por lo que se terminaría casando con José Mejía Lequerica, a quien en esa época más bien le interesaban la botánica pero que después participaría en las Cortes de Cádiz.
También colaboró en la publicación del Primicias de la Cultura de Quito, donde escribía bajo el seudónimo de "Erophilia" y siempre defendiendo un trato más igualitario a la mujer dentro de la sociedad tan vertical como era en ese tiempo.

## Cortes de Cádiz y Guerras de Independencia

### Convocatoria
Las Cortes de Cádiz se dieron a partir de la invasión napoleónica y las guerras de independencia españolas. Fue ahí donde se creó una constitución para la monarquía española que incluyó la participación de representantes de todos los territorios del imperio. A diferencia de la constitución de Estados Unidos que los separaría de Inglaterra, o por otro lado la constitución de Francia que terminaría con la monarquía, en Cádiz se buscaba renovar la monarquía manteniendo la unidad del territorio. Las cortes estaban conformadas por civiles, militares y eclesiásticos. Además de la procedencia también se veían tendencias políticas que se distinguían dentro de tres grupos: los absolutistas o serviles, los moderados o jovellanistas y los liberales. De los dos últimos grupos nacerían las dos ramas de liberalismo (uno moderado y otro radical) que después tendrían protagonismo dentro de la historia de Ecuador.
Históricamente, en las Cortes de Cádiz fue la primera vez que se usó el término "liberal" en el sentido moderno. Antiguamente en castellano, la palabra liberal hacía referencia a una persona generosa (que da con liberalidad). En este contexto político, los liberales eran generosos al "despojarse voluntariamente de sus ropajes estamentarios", es decir abandonar sus privilegios para ponerse en igualdad ante la ley.
Como representantes de la Real Audiencia de Quito y el Corregimiento de Guayaquil fueron Olmedo, Rocafuerte y Mejía, identificados dentro del grupo de los liberales (aunque Rocafuerte no estaría presente en la redacción de la constitución, sino en las reuniones posteriores). Curiosamente, a lo largo de sus vidas estas tres personas desarrollarían intereses muy distintos pero complementarios entre sí: Olmedo hacia el arte a través de su poesía, Rocafuerte en la ética con sus escritos políticos y Mejía en la ciencia por su interés en la botánica.

### Once propuestas de los diputados americanos

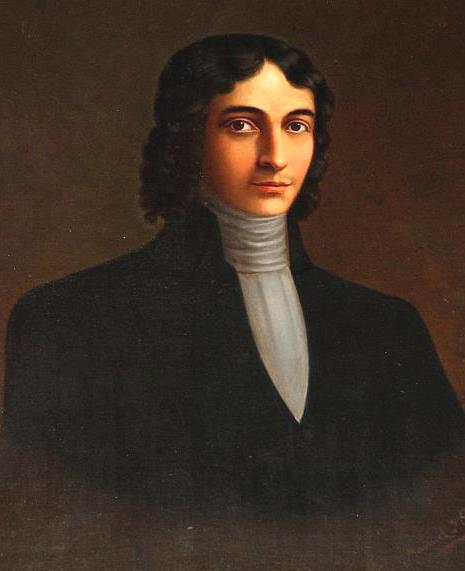
José Mejía Lequerica, científico y diputado en las Cortes de Cádiz.

Mejía Lequerica tendría una destacada participación en las Cortes de Cádiz. Habiendo sido convocado como diputado suplente, pronto se volvió muy activo en las Cortes, fundó el periódico Abeja Española junto a Bartolomé José Gallardo y dio discursos memorables que fueron estudiados por Camilo Destruge a propósito del centenario de ese hecho, donde se puede ver su defensa de la libertad de imprenta, una propuesta de cambios en el sistema judicial y su discurso a favor de la abolición de la esclavitud. Junto a Vicente Morales Duárez y Ramón Power buscaron reivindicar tres derechos inicialmente: igualdad entre españoles peninsulares y americanos españoles, extensión de la representación nacional y amnistía a los movimientos insurgentes que habían empezado, como el primer grito de la independencia en Quito. Estos puntos fueron desarrollados a profundidad y ampliados para conformar las famosas once propuestas de los diputados americanos:
1. Representación proporcional equitativa en las Cortes
2. Igualdad de derechos de los americanos, españoles e indios para poder ejercer cualquier cargo político, eclesiástico o militar
3. Distribución de la mitad de los cargos en favor de los naturales de cada territorio
4. Creación de comités consultivos para la elección de cargos públicos entre los residentes de la localidad
5. El restablecimiento de la orden de los jesuitas
6. Libertad de cultivo y de manufacturas
7. Libertad de importación y exportación de toda clase de productos a España y a los países neutrales
8. Libertad de extracción de mercurio
9. Libertad de comercio entre las posesiones de América y Asia
10. Libertad de comercio entre cualquier puerto de América y Filipinas con otras regiones de Asia
11. Supresión de todos los monopolios del Estado y de particulares

### Discurso contra las mitas

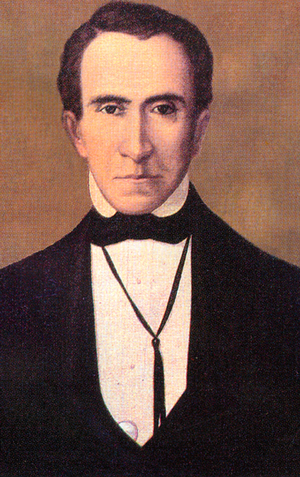
José Joaquín de Olmedo, político y poeta

Si bien los tres representantes destacaban en su oratoria en las cortes, a la historia quedó el famoso discurso contra las mitas en defensa de los indígenas de José Joaquín de Olmedo ocurrido el 12 de agosto de 1812 cuya breve descripción lee: "pidiendo la abolición de la contribución mital y de toda clase de servidumbre personal de los indios americanos". Como extracto podemos ver el rechazo a la institución y la defensa de la persona, en este caso los indígenas: 
De esta costumbre nacieron males y abusos tantos y tan graves, que no pueden referirse sin indignación y sin enternecimiento. De allí vinieron esos nombres ominosos y de indigna recordación, de encomiendas, de mitas, de repartimientos, bárbaras reliquias de la conquista y gobierno feudal, fomento de la pereza y del orgullo de los nobles y de los ennoblecidos, y esclavitud de los naturales paliada con el nombre de protección.

### Independencias
Olmedo fue posteriormente protagonista de la independencia de Guayaquil y de la vida política republicana del naciente Estado ecuatoriano siendo su primer vicepresidente y también participando activamente dentro de la revolución de marzo. Rocafuerte por su parte participó dentro de la independencia de México como Ministro Plenipotenciario buscando reconocimiento del joven país, se opuso a Iturbide, apoyó la independencia de Cuba, colaboró con los liberales españoles en Inglaterra, fue el segundo presidente de Ecuador, después fue gobernador del Guayas y también participó en la Revolución de Marzo. Por último Mejía Lequerica tendría una muerte temprana por enfermedad, ya que se contagió con la ola de fiebre amarilla que golpeó Cádiz, lo que le impidió tener mayor protagonismo en el futuro del Ecuador.
Las principales ideas que defendían los liberales eran la constitución como forma de limitación del poder monárquico para que no sea absoluto, el Estado laico, la apertura tanto migratoria como comercial, y la libertad de expresión.

## Nacimiento de la república

### El problema del militarismo
Con las guerras de la independencia, completas después de la Batalla de Pichincha, la ex Real Audiencia de Quito será anexada como el departamento del sur de la Gran Colombia. Este país sin embargo tuvo una vida corta debido entre otras causas a que las campañas independentistas de Bolívar no habían terminado puesto que debía marchar hacia Bolivia para poder completar la liberación de todos los territorios. Entremedias, quedó Santander a cargo de la administración de los nuevos territorios separados de la monarquía, sin embargo los intereses locales prevalecieron sobre la unidad de la recién nacida Gran Colombia y terminaron con la separación de los territorios y el nacimiento del actual Ecuador con Juan José Flores como presidente y Olmedo como vicepresidente. Pronto fue claro que Flores acumulaba mucho poder a su alrededor gracias a la constitución. Olmedo y Rocafuerte a pesar de su colaboración con Flores para la creación del nuevo estado, empezaron su oposición que terminaría con la Revolución de marzo, que buscaba reorganizar el poder para evitar mayor concentración y personalismo. 

### Ideario de Vicente Rocafuerte

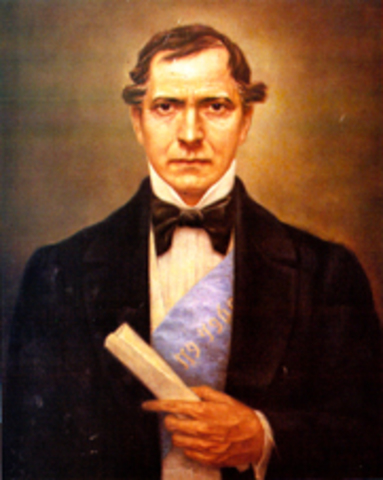
Vicente Rocafuerte, presidente que impulsó el gobierno republicano, el comercio y la educación.

Los escritos de Rocafuerte durante esta época fueron publicados a través de periódicos que fundaba a lo largo de sus campañas en distintos países, como en México e Inglaterra. En estas publicaciones, principalmente divulgativas encontramos ensayos, traducciones y artículos que conforman un ideario que fue finalmente consolidado y publicado en la segunda mitad del siglo XX en 15 volúmenes. Entre las ideas más importantes podemos encontrar:
- Instauración de una república con separación de poderes.[18]
- Mayor eficiencia en el uso de recursos públicos (consideraba que un presidente como en Estados Unidos era mucho más barato que mantener una corte y monarquía como en Europa).[18]
- Crítica a las empresas monopólicas que nacían a través de un privilegio real y no eran competitivas.[19]
- Apertura comercial e inversión en las nuevas tecnologías del siglo XIX como la electricidad.[19]
- Tolerancia religiosa y derecho al matrimonio entre distintas religiones (católicos y protestantes).[20]
- Incentivar la recepción de migrantes de otros países.[21]
- Reforma a las cárceles como pilar de la reforma al sistema de justicia.[22]
- Impulso a la educación pública al considerarlo un pilar de la democracia.[21]
- Apoyo al federalismo como forma de organización política.[23]

Además de esto, Rocafuerte fue traductor, con el fin de divulgar las ideas liberales dentro de los varios periódicos que fundó, en lo que destaca "Common Sense" de Thomas Paine.

## Manumisión, república y laicismo
A partir de ahí empieza el desarrollo político en Ecuador, con la clásica pugna entre liberales y conservadores. Después de la Revolución de Marzo se consolidaron nuevos gobiernos alineados a lo que en futuro sería el partido liberal. Los hechos más importantes se encuentran en la manumisión de los esclavos a cargo de Urbina, la oposición al garcianismo y la lucha por el estado laico.

### Manumisión de los esclavos

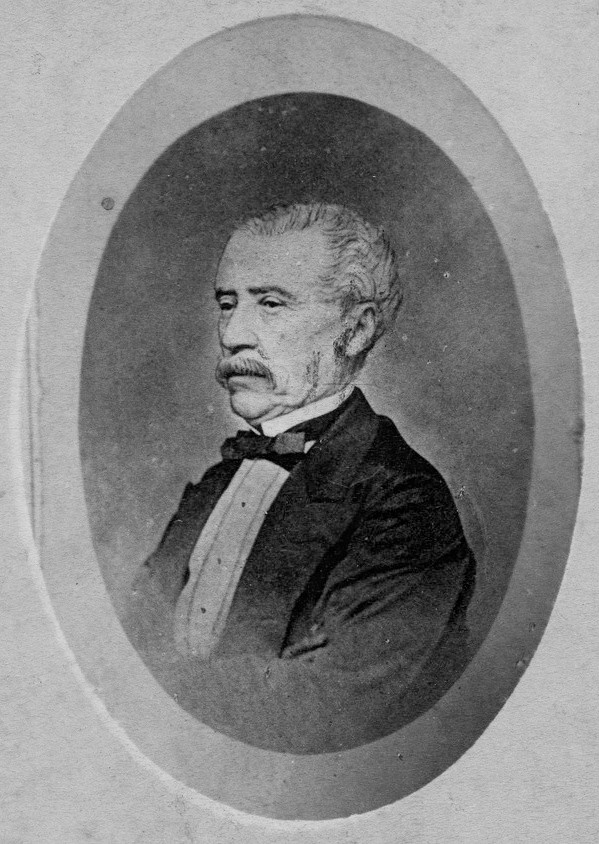
José María Urbina, retrato en su vejez.

Siguiendo las ideas ya desarrolladas por Mejía Lequerica en las Cortes de Cádiz, el proceso de manumisión de los esclavos logró resultados tangibles en la segunda mitad del siglo XIX. Los principales mercados esclavistas estuvieron en Santo Domingo, Cartagena de Indias y Panamá desde donde se suplía la demanda de mano de obra esclava en el territorio actual de Ecuador. Empezaron en distintas zonas de la Costa participando en labores de cultivo de cacao, café, tabaco y algodón. En Guayaquil trabajaban en la industria de los astilleros. Por su parte, en la Sierra, la demanda se destinaba a satisfacer necesidades de servicio doméstico y en menor medida como artesanos. Cabe recalcar que no todos los negros que llegaban a Ecuador eran esclavos, es más la gran mayoría no lo era, según el primer censo de 1779.
Cuando se desarrolló la manumisión durante el gobierno de Urbina, en 1851, había 2.484 esclavos, su libertad tardó diez años en consolidarse debido al pago de compensación a sus dueños.

### El código civil y la eliminación del tributo indígena
Desde la independencia había el interés por adoptar un código civil. Algo que venía haciéndose en otros países tomando en cuenta el Código Napoleónico de 1804. En América el principal impulsor del código civil fue Andrés Bello, amigo cercano de José Joaquín de Olmedo. En 1855 se comisionó a la Corte Suprema para que presentara un proyecto de Código Civil por lo que empezó a trabajarse por dos años y terminará adaptándose el código civil chileno creado por Bello. Todo esto fue realizado durante la presidencia de Francisco Robles quien continuaría con las reformas sociales empezadas por Urbina. Respecto a los indígenas, este último había terminado con las protecturías, lo que sirvió de base para que Robles elimine el tributo indígena.

### Oposición a las dictaduras

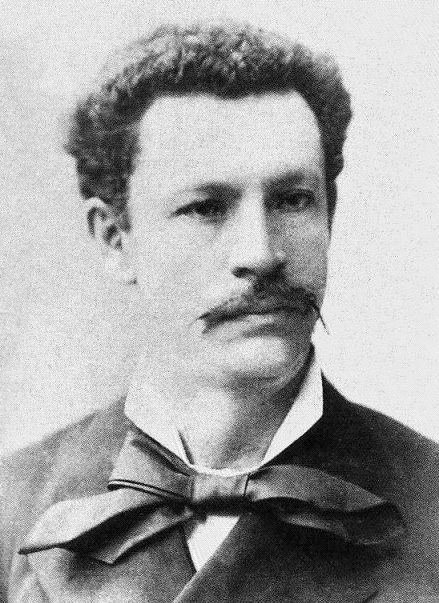
Juan Montalvo, defensor de las ideas de la libertad a través de ensayos políticos y filosóficos.

La mayor oposición a las grandes dictaduras de la segunda mitad del siglo XIX, tanto de Gabriel García Moreno como de Ignacio de Veintimilla, vendría de parte de Juan Montalvo que a través de sus ensayos impulsaría la salud republicana y la defensa de las ideas de la libertad que se encuentran dispersos en sus publicaciones como Las Catilinarias, Siete tratados, Mercurial Eclesiástica, El Regenerador, El Cosmopolita, El Espectador (inspirado en el periódico de Addison) principalmente y se pueden resumir en los siguientes puntos:
- Oposición a la tiranía[25]
- Imperio de la ley[25]
- Libertad de culto[26]
- Libertad de asociación[25]
- Redefinición de la nobleza como virtud (no como simple herencia familiar)[27]
- Exaltación de la razón y la conciencia[26]
- Conservación de la tradición hispánica[28]

Montalvo pasó gran parte de su vida exiliado por estos escritos. Sus exilios fueron voluntarios, por prudencia, sin embargo eran inevitables debido al contenido de su obra. Además de oponerse a la tiranía, también buscaba la renovación religiosa, teniendo como principal enemigo al Padre Ordóñez, a quien dedicaría su "Libro de las verdades", la Mercurial Eclesiástica.
Las citas de Montalvo son abundantes, pues muchas veces el autor lo usaba como una forma para mostrar su erudición, sin embargo es destacable el amor que tenía por Cicerón, su política y su retórica especialmente, de donde tomaría el título para su publicación: "Las Catilinarias". 

Montalvo además de buscar belleza y profundidad en sus escritos siempre fue coherente entre sus ideas y su vida, lo que se veía reflejado en su valentía, honestidad o también su prontitud para pagar sus deudas, a pesar de su pobreza. Una de sus frases más famosas, escrita en uno de los opúsculos llamado El Antropófago, refleja esta actitud ante la vida:
Nací libre, por eso lo soy; nací libre, por eso no gimo bajo el yugo de la servidumbre, y mi alma se encumbra por las regiones altas, al paso que mi cuerpo se contonea sin temor de cadenas ni mordaza.

### Lucha por el Estado Laico

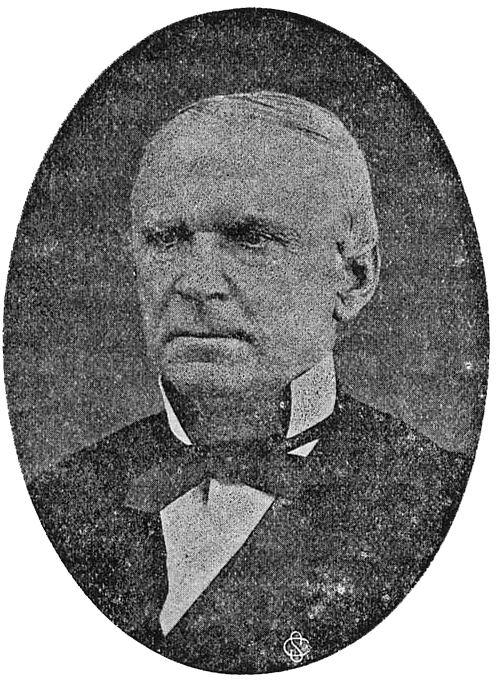
Pedro Carbo, jefe del Partido Liberal.

Esta se desarrollaría entre dos principales grupos dentro del liberalismo, los moderados, encabezados por Pedro Carbo y los radicales, liderados por Eloy Alfaro. La lucha por el laicismo cobraría importancia debido profunda influencia del ascetismo en Ecuador que terminaría con la consagración de ese país al Sagrado Corazón de Jesús durante el gobierno de García Moreno. De parte de los moderados, los dos personajes principales que se opondrían a este hecho fueron Pedro Carbo y Pedro Moncayo. El primero, líder del partido liberal durante el siglo XIX, y convencido defensor de la república, dedicó escritos especialmente en contra de la consagración en "La República y la Iglesia" que empieza de la siguiente manera:
"La República tiene por base fundamental la soberanía del pueblo; y su objeto es asegurar á todos los ciudadanos que la componen el goce de sus derechos naturales e imprescriptibles, tales como el de la vida, la libertad, la propiedad y la igualdad ante la ley."
Las bases de la argumentación de Carbo se basa en la ley natural, de la cual emanan derechos de los individuos que a través de sus legítimos representantes, pueden emitir leyes que busquen el bien común. Esta soberanía no reconoce otro poder superior a ella y es la razón por la que el Estado debe mantenerse laico. Estos argumentos además fueron matizados para evitar caer en el anticlericalismo.
Además de esto, Pedro Carbo, al igual que Rocafuerte, continuó con la traducción de obras de autores de referencia en esa época, entre los cuales destaca La Ciencia del Buen Hombre Ricardo, de Benjamin Franklin.

### Inicios del Feminismo

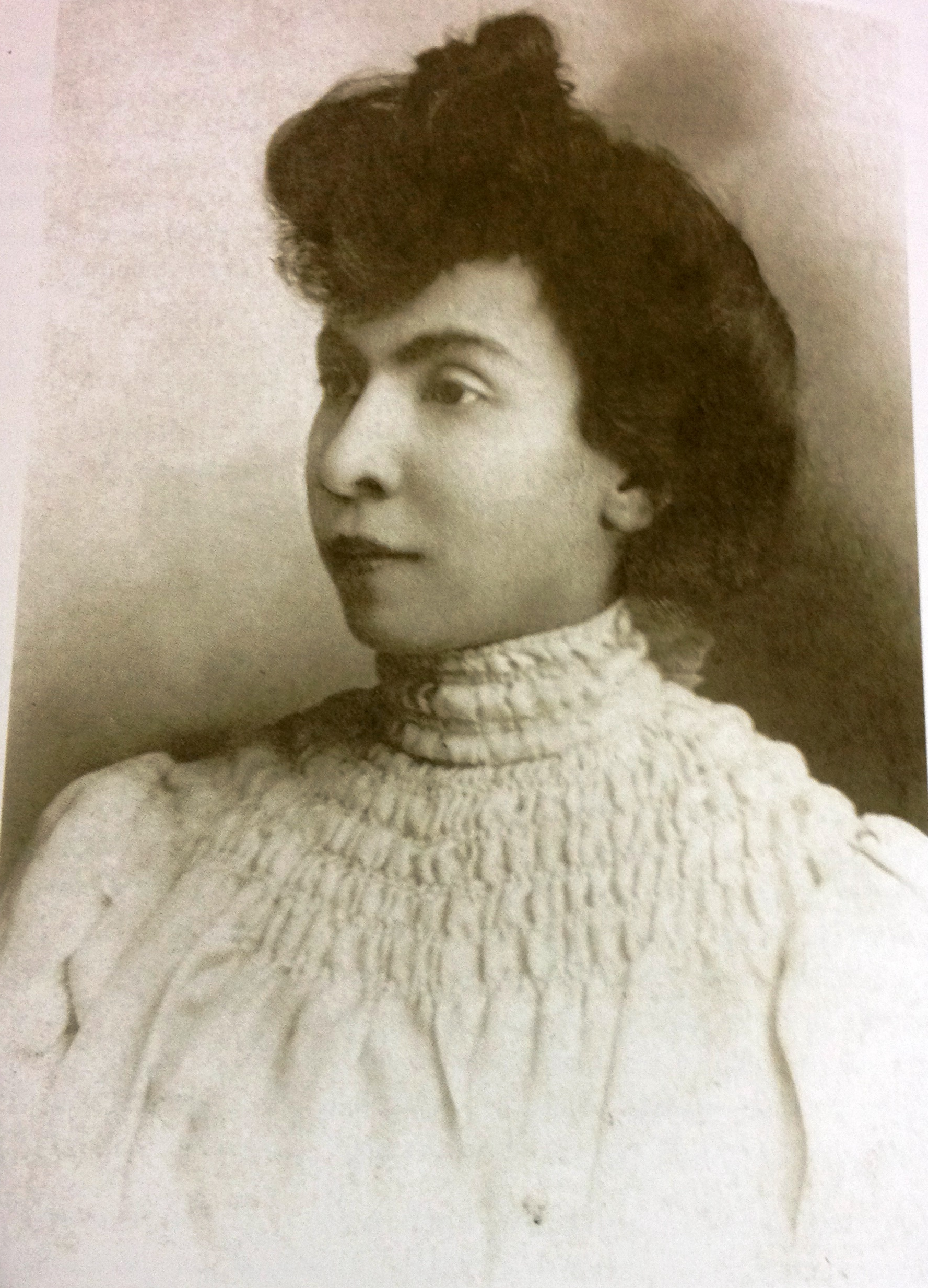
Zoila Ugarte de Landívar

Siguiendo los pasos de Manuela Espejo, Zoila Ugarte de Landívar destacó en el periodismo y fue una de las feministas de Ecuador más destacadas de su época. Es considerada como la primera mujer periodista, si se toma en cuenta solamente la corta historia republicana. Fue una destacada autora que se identificó con las ideas liberales en los años previos a la revolución de 1895. Además, fue junto a Hipatia Cárdenas de Bustamante, una de las pioneras en el ámbito de la defensa del sufragio femenino en Ecuador. Escribió con el seudónimo periodístico Zarelia en el semanario Tesoro del Hogar, que había sido fundado por Lastenia Larriva de Llona, y que se imprimió entre los años 1887 y 1893. Además, fue la «primera directora y redactora del periódico político La Prensa, en 1911».
Ugarte luchó por los derechos de la mujer a la educación, la igualdad y su emancipación económica, así como también por su derecho al voto y su participación en dignidades políticas a través de varios artículos.
Fundó además la Sociedad Feminista Luz del Pichincha, crea una escuela primaria y un colegio nocturno para mujeres, ambos gratuitos y visitó varias cárceles, donde tras verificar sus condiciones, denunció a través de sus publicaciones, la situación de las mujeres privadas de la libertad.

## Revolución y crisis

### Revolución Liberal

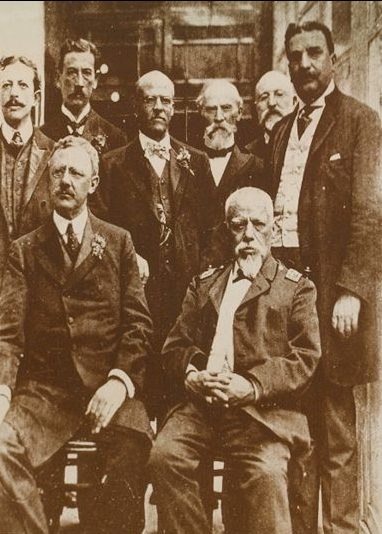
Eloy Alfaro y los miembros del Partido Liberal Radical.

La revolución liberal fue un hecho político que reunió a la parte moderada pero especialmente a la radical de los liberales con el objetivo principal de separar la iglesia del Estado. Luego del asesinato de García Moreno, los presidentes "progresistas", un justo medio entre liberales y conservadores, dieron continuidad a mucho del proyecto garciano, tanto en sus obras como en el aspecto social y confesional. Ante esto se levantaron los liberales a partir de la "Venta de la bandera" hecho con el que, empiezan el proceso político para llegar al poder. Como breve resumen tenemos los hechos a continuación:
- Estallido de la revolución a partir de la venta de la bandera.
- Toma del poder por parte de Eloy Alfaro y separación de la iglesia y el estado.
- Oposición por parte de un grupo de liberales a las medidas y acciones de Alfaro.
- División del partido liberal entre Alfaristas y Placistas.
- Muerte de Alfaro y controversia sobre los responsables.
- Gobierno de Plaza y los demás gobiernos "Plutocráticos".

El fin de la revolución liberal y los llamados gobiernos plutocráticos se dio con otra revolución, esta vez una revolución civil militar que se dio en el mes de julio de 1925, por eso fue llamada Revolución Juliana y estallaría como una reacción, con el fin de lograr mayor estabilidad a través de la regulación estatal con de la creación de nuevas instituciones como la Caja del Seguro (Seguridad Social), el Banco Central del Ecuador, la Fiscalía General del Estado, entre otros.

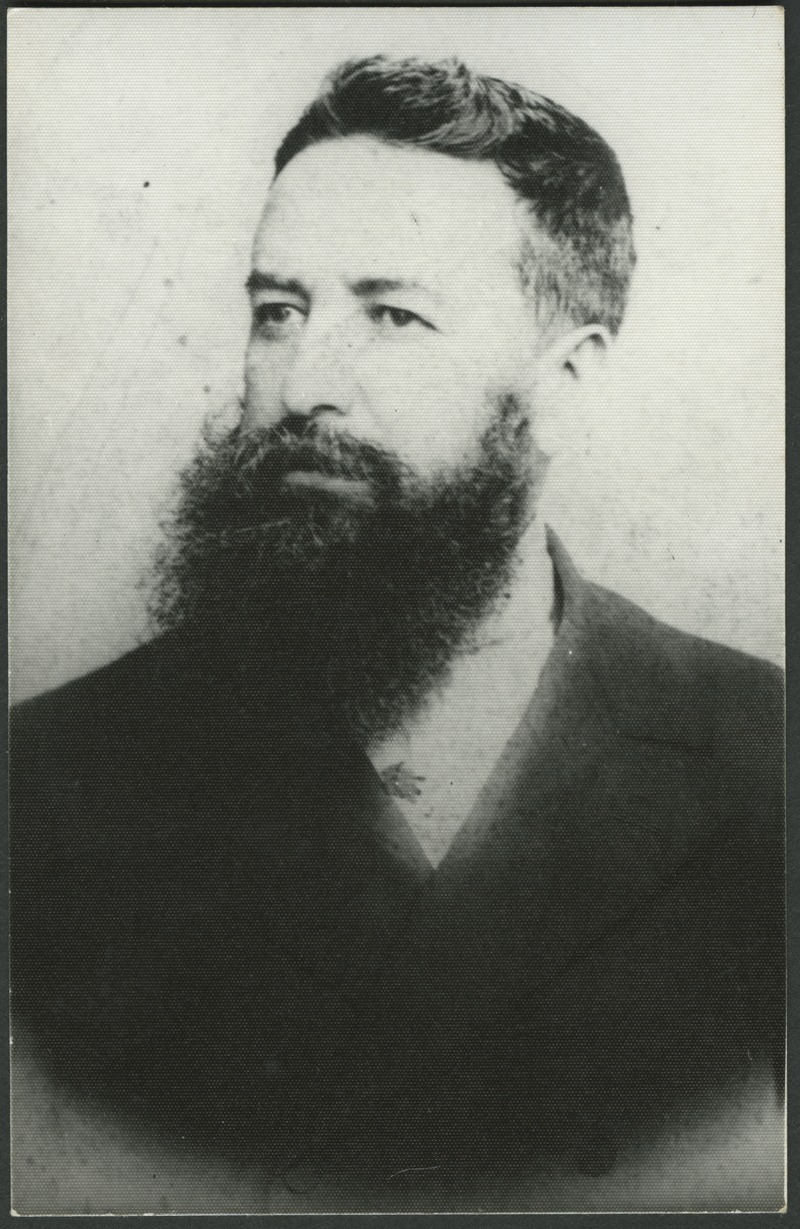
Fotografia de José Peralta en 1899

En todo este proceso, quien destacaría más en el ámbito de las ideas sería sin duda José Peralta, quien sería considerado como el filósofo de la revolución liberal y desarrollaría un sistema completo que incluye una ontología y ética con los libros "Teorías del universo" y "La moral teológica" que fundamentarían el liberalismo en el idealismo que buscaban armonizar la religión con la ciencia para ser implantado en una república laica que separara la iglesia del estado.

### Crisis del Partido Liberal
La crisis del partido Liberal empezó temprano, al llegar al poder. Ahí se vería la primera división entre las personas que apoyaban a Eloy Alfaro y los que apoyaban a Leónidas Plaza. Esto se acentuó mucho más con la trágica muerte de Alfaro y la polémica sobre los responsables. 
El gobierno del partido liberal tuvo muchos defectos en la práctica: tanto en su dimensión política como en la económica. Respecto a la primera, la revolución en su curso fue muy violenta, lo que provocó que el país pierda la estabilidad que había ganado con los presidentes progresistas y se concentre el poder político en un caudillo, Eloy Alfaro. Además de esto, para mantener el poder, deterioraron la democracia buscando resultados favorables en las elecciones a través de fraudes. Por otro lado, en el ámbito económico, el progreso que se buscaba a través de las obras de infraestructura como el ferrocarril y la apertura comercial fue corto y débil debido al alto endeudamiento público y la imprudencia bancaria que se exacerbó con la caída de los precios del cacao y la inestabilidad de la economía internacional por las guerras mundiales. Todo esto desembocó en la Revolución Juliana que aumentó la regulación estatal y cambió el sistema monetario y financiero con la creación de las nuevas instituciones.
Si después de la revolución liberal, la estabilidad política de Ecuador se vio afectada, a partir de la Revolución Juliana, la situación no mejoró puesto que después de la presidencia de Ayora, empezaría el periodo de inestabilidad política más grande de la historia republicana de Ecuador. La situación nos llevará al gobierno de Arroyo del Río, cuando sucedió el hecho más importante en derecho territorial de Ecuador con la firma del Protocolo de Río de Janeiro a partir del cual se cedía gran parte del territorio en la Amazonía de Ecuador a Perú. Esto desató una crisis y para mantenerse en el poder, el Congreso ecuatoriano concedió al presidente 'facultades omnímodas'. Arroyo las ejerció para mantener el orden pero fue derrocado el 28 de mayo de 1944, por una revolución más, ahora llamada "La Gloriosa".
Después de la firma del Protocolo de Río de Janeiro, el Partido Liberal, no tendría más el protagonismo político de antes y aunque no dejó de existir, perdía fuerza. Esto consolidó una tendencia que venía desde años antes puesto que muchas personas que fueron simpatizantes del partido empezaron a identificarse con las ideas socialistas a partir de la fundación de este partido en 1926. Todo esto se dio en un contexto en el que Ecuador empezaba a sufrir cambios sociológicos importantes con la creciente urbanización y la mayor comunicación regional a partir del ferrocarril. La integración económica que esto trajo a Ecuador permitió el impulso de un nuevo auge económico, esta vez del banano.

## Reformas sociales

### Separación de la iglesia y el estado
Uno de los resultados principales de la revolución liberal fue el laicismo. La república laica había sido impulsada por Rocafuerte en el siglo XIX con sus escritos acerca de la tolerancia religiosa, su impulso del matrimonio civil entre católicos y protestantes o haber traído a un profesor cuáquero para que enseñe en Ecuador, fue continuado por Pedro Carbo y Pedro Moncayo (referidos en ese entonces en conjunto como "Los Pedros) por su oposición a García Moreno y tendría como su mayor abanderado a Juan Montalvo. Estos esfuerzos llegaría a consolidarse finalmente con la Revolución liberal. Aquí se decretarían las leyes de manos muertas, se impulsaría aún más la educación laica, se crearía el registro civil para reemplazar el registro natal durante el bautismo, se implementaría el matrimonio civil y la ley del divorcio, Por último, lograrían el apoyo de las fuerzas armadas que anteriormente se habían alineado en general con el partido conservador.

### Abolición del concertaje y la prisión por deudas
El concertaje durante la vida republicana de Ecuador fue establecido por Juan José Flores en 1831, vinculando a las familias indígenas a las haciendas a través de condiciones de trabajo precarias. Este sistema siguió a lo largo de todo el siglo XIX incluyendo también a muchos afroecuatorianos que después de su liberación se convirtieron en conciertos y empezaron a trabajar en haciendas en la costa y la sierra durante la segunda mitad de ese siglo. A partir de la revolución liberal, a pesar de los grandes cambios que se realizaron, uno de los temas que quedó pendiente fue la mejora de la situación de los indígenas. El gobierno de Alfaro no llegó a abolir el concertaje, es más, incluso lo convalidó a través de un decreto durante su primer mandato en 1899, aunque sí intentó a través de regulaciones evitar los excesos. No fue sino hasta 1918 durante la presidencia de Alfredo Baquerizo Moreno que se envió al congreso la propuesta de ley que declaraba abolido el concertaje. Durante ese mismo año, para impulsar el comercio se terminó también con la prisión por deudas.

### Sufragio femenino e inclusión laboral

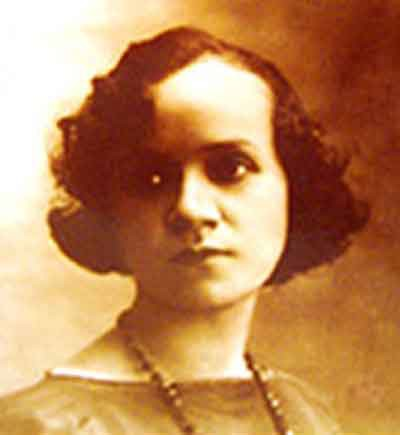
Matilde Hidalgo de Procel, médica y sufragista.

Un poco antes de que estalle la Revolución Juliana, en 1924 Matilde Hidalgo quien también fue la primera mujer en graduarse de medicina en Ecuador, solicitó votar en las elecciones legislativas de 1924. Esto continuaba con el movimiento sufragista que había empezado años antes por Zoila Ugarte, quien había destacado como periodista con sus escritos. La oportunidad existía puesto que en la constitución no estaba especificado el género para ejercer el voto, algo que en la constitución instaurada por los conservadores en el siglo XIX se había definido a los hombres como los únicos capaces de ejercer este derecho. A pesar de la oposición que existió inicialmente, este derecho fue garantizado en la Constitución de 1929, convirtiendo a Ecuador en el primer país de América Latina en dar a las mujeres el derecho al voto. 
Posteriormente se intentó eliminar el reconocimiento explícito durante la redacción de la Constitución de Ecuador de 1937 por el jurista Luis Felipe Borja. Sin embargo, hubo oposición a esta medida por lo que se mantuvo el sufragio femenino. Por sus esfuerzos, Matilde fue nombrada vicepresidenta de la Casa de la Cultura Ecuatoriana, y también fue designada presidenta vitalicia de la Cruz Roja Ecuatoriana. Posteriormente, por su mérito en sus estudios recibió la Medalla al Mérito de Salud Pública.
Además, es importante mencionar que fue en el gobierno de Eloy Alfaro que se empezó a incluir a las mujeres al trabajo público. Desde su discurso inicial prometió la contratación de mujeres en instituciones públicas para empezar su inclusión en el mercado laboral. Los primeros trabajos serían como telegrafistas y telefonistas. Siguiendo a Vicente Rocafuerte fundaría colegios para mujeres y normalistas.

## Moneda, banca y comercio

### Ideas económicas

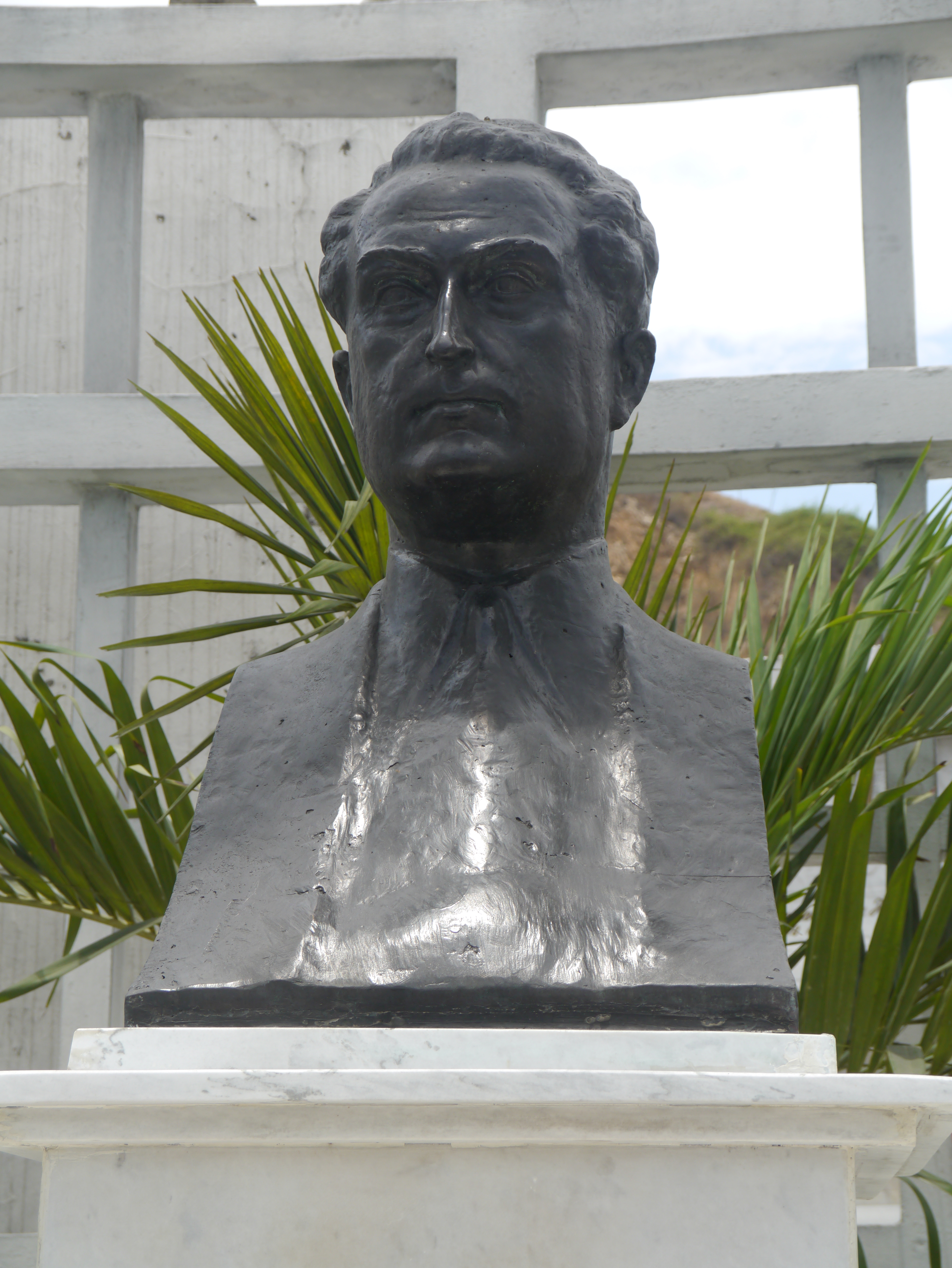
Busto de Víctor Emilio Estrada

La economía empezó a cobrar mucha más importancia en el debate político, habiendo dejado poco a poco el tema religioso que fue la principal lucha del siglo XIX. A partir del nuevo siglo, el rol de la economía y la búsqueda del desarrollo empezaron ser capitales. Dentro de esto, una de las figuras más destacadas fue Víctor Emilio Estrada quien empezó publicando en 1919 un ensayo titulado “El Problema Vital del Ecuador. Hacienda Pública" en 383 páginas. Este sería solo uno de los numerosos escritos con los que Estrada buscaría mejorar la economía a nivel fiscal, bancario y en comercio exterior. Además de eso, su carrera a cargo del Banco la Previsora tendría tanto éxito que le daría más importancia a su figura.
Siempre defendió la labor de su padre Emilio Estrada quien durante su carrera pública fue "crítico de los crímenes del alfarismo contra los derechos humanos e incorrupto en el manejo de los bienes públicos." Tampoco estaba de acuerdo con la creación de un Banco Central oficial como se propuso e implementó en la Revolución Juliana. Esto último podemos encontrar en uno de sus escritos más destacados "Moneda y Bancos en el Ecuador" donde trata temas como:
- Inflación: análisis de las posibles causas, concluyendo que se debió a un aumento excesivo del crédito bancario y a problemas con la balanza de pagos.
- Función de los sustitutos monetarios en la economía: inflación causada por la emisión de letras sin respaldo en producción previa, producto de un aumento de demanda de importaciones en la región sierra a partir de la construcción del ferrocarril.
- Análisis de la Ley de Moratoria: el impacto de la inconvertibilidad dentro de la inflación.
- Independencia del Banco Central: se opuso a la creación de un Banco Central oficial y propuso como ejemplo los sistemas de Estados Unidos e Inglaterra.

Además del diagnóstico económico, su libro es amplio en citas tanto a economistas del siglo XIX: Ricardo, Malthus, George, Schmoller, y Courcelle-Seneuil, como también del siglo XX: Fisher, Keynes, Kemmerer, Cassel, entre otros. 
El libro fue publicado por la Corporación Editora Nacional, años más tarde y prologado por su hijo Julio Estrada Icaza quien continuaría con los estudios económicos, y lo extendería en su libro "Los bancos del siglo XIX" publicado en 1976 donde describe la historia particular de las instituciones financieras que funcionaron durante ese siglo, bajo un patrón bimetálico oro-plata, idea que había obtenido de su padre Víctor Emilio quien le había transmitido la importancia de que en Ecuador salvo dos cortas excepciones, su sistema financiero no tuvo que recurrir a papel moneda para su funcionamiento durante ese siglo. Julio Estrada Icaza a pesar de haber realizado estudios econométricos dedicó la parte final de su vida al impulso de la historia, en particular de la ciudad de Guayaquil por lo que fundó el Archivo Histórico del Guayas. Durante su carrera intelectual como historiador, que empezó después de haber fundado varios negocios y las primeras aseguradores en Ecuador, dedicó gran parte de sus energías a luchar por una descentralización del poder en el país, para lo cual escribió libros como La lucha de Guayaquil por el Estado de Quito, donde resalta el rol que tuvo José Joaquín de Olmedo en la batalla de Pichincha apoyando a Sucre con armamento, reescribiendo parte de la historia de uno de los hechos más importantes de su país. También fue destacado su aporte con el libro Regionalismo y Migración que corresponde a un análisis histórico y demográfico de las relaciones entre la región sierra y costa en la dimensión migratoria ya que históricamente a pesar de que muchas ciudades de la sierra tuvieron protagonismo durante la colonia, ahora ha existido un mayor crecimiento poblacional en la costa lo que ha tenido impacto tanto en la economía como en la política.

### Comercio internacional y política internacional

Galo Plaza Lasso

Las nuevas condiciones económicas que traía la oportunidad de exportar banano fueron aprovechadas por Clemente Yerovi y Galo Plaza Lasso. El primero durante su presidencia interina, el segundo durante su presidencia completa en 1948. En el caso de Galo Plaza, las ideas liberales de apertura comercial venían desde su padre, quien también había sido presidente años antes. Con los nuevos ingresos por exportaciones de banano, se buscó la tan ansiada estabilidad política en contra de los constantes problemas que habían tenido los presidentes de Ecuador de terminar su periodo desde que Isidro Ayora dejó la presidencia en 1931 así como contra populismo naciente de la mano de Velasco Ibarra que a través de su elaborada retórica buscaba ganar popularidad con el electorado que había crecido mucho con la nueva urbanización que se estaba desarrollando a mediados del siglo XX. Su carrera política no se limitó a Ecuador y fue secretario general de la OEA. Sin embargo su preocupación por la democracia no terminó y se vio reflejado en la publicación de "Problems of Democracy in Latin America" publicado en 1955, donde trata problemas como la inestabilidad política en la región y abogaba por una mayor integración regional en el continente. Además, junto con Stacy May realizó el libro "The United Fruit Company in Latin América" en 1958, donde describieron la historia del mercado internacional del banano, la formación de la United Fruit Company, el desarrollo de ferrocarriles para impulsar el comercio de esta mercancía, contribución a las economías locales de la región y las perspectivas a futuro. Fue propuesto como candidato al Premio Nobel de la Paz por su trabajo como mediador en las Naciones Unidas en los países Líbano (1958), Congo (1960) y Chipre (1964-1965), sin embargo ese año el premio fue otorgado a la institución y no a una persona.